# Serolidae
Serolidae zijn een familie van pissebedden.

## Taxonomie
De volgende geslachten worden bij de familie ingedeeld:
- Acanthoserolis Brandt, 1988
- Acutiserolis Brandt, 1988
- Atlantoserolis Wägele, 1994
- Brazilserolis Wägele, 1994
- Brucerolis Poore & Storey, 2009
- Caecoserolis Wägele, 1994
- Ceratoserolis Cals, 1977
- Cristaserolis Brandt, 1988
- Frontoserolis Brandt, 1991
- Glabroserolis Menzies, 1962
- Heteroserolis Brandt, 1991
- Leptoserolis Brandt, 1988
- Myopiarolis Bruce, 2009
- Neoserolis Wägele, 1994
- Paraserolis Wägele, 1994
- Sedorolis Bruce, 2009
- Septemserolis Wägele, 1994
- Serolella Pfeffer, 1891
- Serolidae incertae sedis
- Serolina Poore, 1987
- Serolis Leach, 1818
- Spinoserolis Brandt, 1988
- Thysanoserolis Brandt, 1991

### Nomen nudum
- Heteroserolis Nordenstam, 1933

### Synoniemen
- Cuspidoserolis Brandt, 1988, geaccepteerd als Acutiserolis Brandt, 1988
- Thysaneroserolis, geaccepteerd als Thysanoserolis Brandt, 1991 (lapsus calami)